# Sertão de Crateús
Sertão de Cratéus is een van de 33 microregio's van de Braziliaanse deelstaat Ceará. Zij ligt in de mesoregio Sertões Cearenses en grenst aan de deelstaat Piauí in het westen, de mesoregio Noroeste Cearense in het noorden en de microregio's Sertão de Quixeramobim en Sertão de Senador Pompeu in het oosten en Sertão de Inhamuns in het zuidoosten en zuiden. De microregio heeft een oppervlakte van ca. 12.831 km². Midden 2004 werd het inwoneraantal geschat op 238.036.
Negen gemeenten behoren tot deze microregio:
- Ararendá
- Crateús
- Independência
- Ipaporanga
- Monsenhor Tabosa
- Nova Russas
- Novo Oriente
- Quiterianópolis
- Tamboril

Mesoregio's: Centro-Sul Cearense · Jaguaribe · Metropolitana de Fortaleza · Noroeste Cearense · Norte Cearense · Sertões Cearenses · Sul Cearense

Microregio's: Baixo Curu · Baixo Jaguaribe · Barro · Baturité · Brejo Santo · Canindé · Cariri · Caririaçu · Cascavel · Chapada do Araripe · Chorozinho · Coreaú · Fortaleza · Ibiapaba · Iguatu · Ipu · Itapipoca · Lavras da Mangabeira · Litoral de Aracati · Litoral de Camocim e Acaraú · Médio Curu · Médio Jaguaribe · Meruoca · Pacajus · Santa Quitéria · Serra do Pereiro · Sertão de Crateús · Sertão de Inhamuns · Sertão de Quixeramobim · Sertão de Senador Pompeu · Sobral · Uruburetama · Várzea Alegre